# 霍諝
霍 諝（かく しょ、生没年不詳）は、後漢の官僚。字は叔智。本貫は魏郡鄴県。

## 経歴
若くして諸生となり、経書に明るかった。ある人が霍諝の舅の宋光による刑事文書の濫用を大将軍の梁商に対して誣告した。宋光は洛陽の獄に繋がれ、厳しい拷問を受けた。霍諝はときに15歳だったが、宋光の冤罪を訴える上申を梁商に対しておこなった。梁商は霍諝の訴えを認めて、宋光の罪を赦すよう上奏した。これにより霍諝の名は知られるようになった。
霍諝は郡に仕えて、孝廉に察挙された。しばらくして金城太守に転じた。霍諝は人情に厚く誠実な性格であり、羌胡を誘って信服させることができた。母が死去したため、辞職して郷里に帰り、喪に服した。喪が明けると、公車で召し出され、北海国相に転出し、入朝して尚書僕射となった。ときに大将軍の梁冀が政権を掌握しており、公卿以下あえて逆らおうとする者もいなかったが、霍諝は尚書令の尹勲とともにしばしば梁冀の罪や過失を奏聞した。159年（延熹2年）、梁冀が邸を包囲されて自殺すると、霍諝は桓帝にその忠節を嘉され、鄴都亭侯に封じられた。前後して固辞したが、許されなかった。河南尹として出向し、司隷校尉に転じた。後に少府・廷尉に転じ、在官のまま死去した。
子の霍儁は安定太守となった。

## 伝記資料
- 『後漢書』巻48 列伝第38